# Basílica de Santa Ana (Altötting)
La Basílica de Santa Ana (en Alemán: Basilika St. Anna) es el principal lugar de culto católico de Altötting, Baviera, en la diócesis de Passau. Es la iglesia más grande construida en Alemania en el siglo XX y se encuentra en el convento de los capuchinos en Bruder-Konrad-Platz.
En 1913 el Papa Pío X la elevó al rango de basílica menor.
La basílica actual fue diseñada en estilo neobarroco por Johann Baptist Schott inspirada en la iglesia conventual de Fürstenfeld. La construcción fue financiada con donaciones de Baviera. Las obras tomaron dos años y medio y se terminó el 13 de octubre de 1912, siendo consagrada por el obispo de Passau Sigismund Felix von Ow-Felldorf.

## Véase también

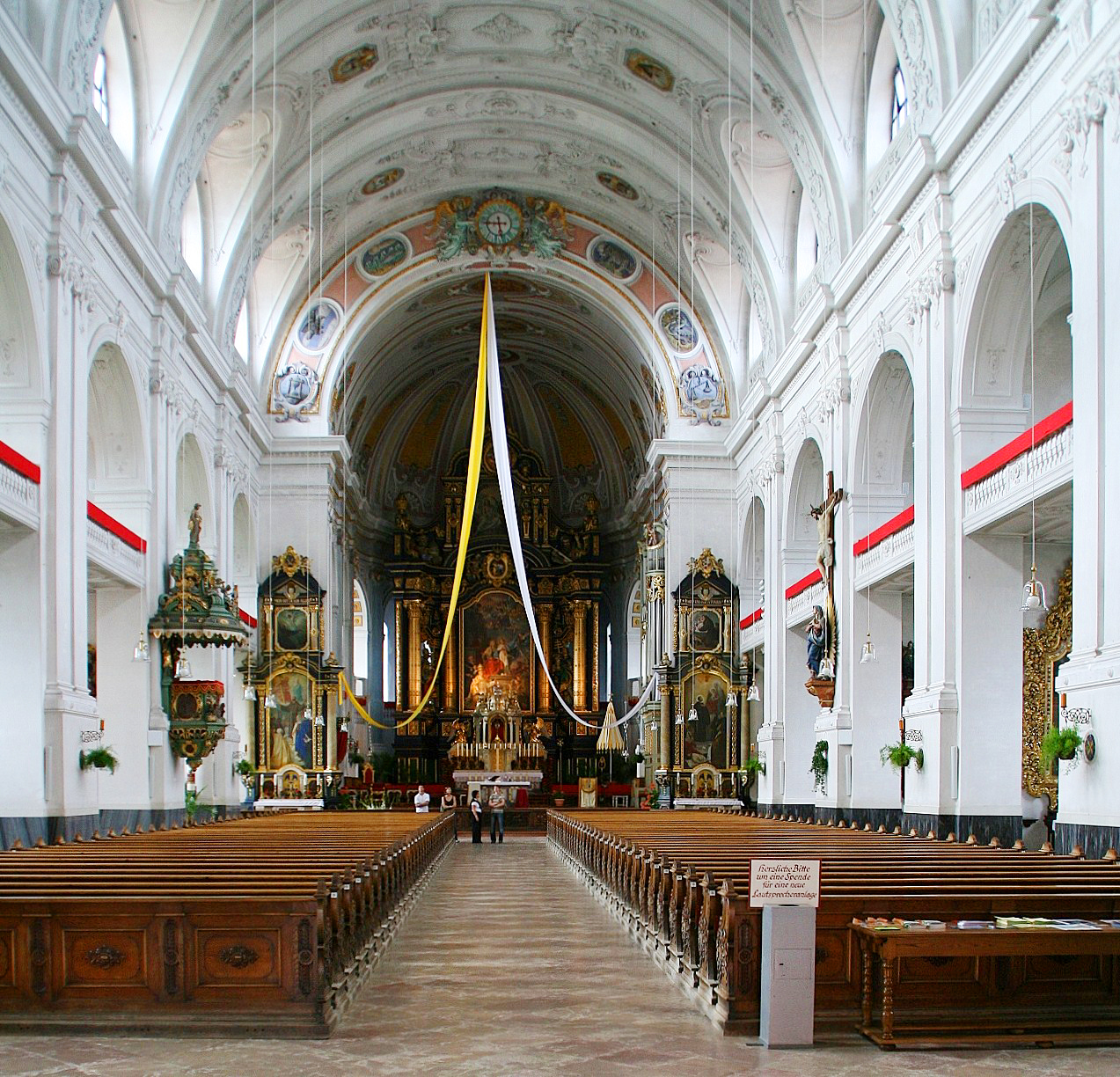
Vista interna